# Distrito de Aleksandrów
Aleksandrów (polaco: powiat aleksandrowski) es un distrito (powiat) del voivodato de Cuyavia y Pomerania (Polonia). Fue constituido el 1 de enero de 1999 como resultado de la reforma del gobierno local de Polonia aprobada el año anterior. Limita con otros cinco distritos de Cuyavia y Pomerania: al norte con Toruń, al este con Lipno y Włocławek, al sur con Radziejów y al oeste con Inowrocław; y está dividido en nueve municipios (gmina): tres urbanos (Aleksandrów Kujawski, Ciechocinek y Nieszawa) y seis rurales (Aleksandrów Kujawski, Bądkowo, Koneck, Raciążek, Waganiec y Zakrzewo). En 2011, según la Oficina Central de Estadística polaca, el distrito tenía una superficie de 474,63 km² y una población de 55 326 habitantes.